# Ведмедик і той, що живе в річці (мультфільм)
«Ведмедик і той, що живе в річці» — анімаційний фільм 1966 року Творчого об'єднання художньої мультиплікації студії Київнаукфільм, режисер — Алла Грачова. Мультфільм озвучено українською та російською мовами. Мультфільм виконано у техніці перекладної анімації, ляльки рухаються не в тримірному просторі, а тільки в площині екрану — горизонтально й вертикально.

## Сюжет
Ведмедик побачив відображення в річці і злякався. За порадою Зайця, він узяв палицю, але і той, хто живе у річці, теж узяв палицю. Мудрий Їжак порадив Ведмедикові посміхнутися і подружитися з тим, хто живе у річці.

## Відзнаки
- ІІ міжнародний фестиваль дитячих фільмів у м. Ґотвальдов (ЧССР), 1967 — Ґран-прі «Золота туфелька»
- Бронзова медаль за намальований фільм і премія журі СІДАЛГ Міжнародного комітету по поширенню писемності, інформації і кіно, 1967

## Над мультфільмом працювали
- Автор сценарію: Володимир Капустян
- Режисер: Алла Грачова
- Художник-постановник: Олександр Лавров
- Композитор: Борис Буєвський
- Художники-мультиплікатори: В. Баєв, Віталій Бобров, Алла Грачова, Олександр Давидов, Володимир Дахно, Борис Храневич, Ніна Чурилова

## Ролі озвучили
- Наталя Молчанова — Ведмедик
- Людмила Козуб — Заєць
- Володимир Коршун — Дідусь Їжак

## Дивись також
- Фільмографія ТО художньої мультиплікації студії "Київнаукфільм"